# Lara Casas
Lara Casas (* 22. Juni 2004 in Buenos Aires) ist eine argentinische Hockeyspielerin. Sie gewann mit der argentinischen Nationalmannschaft 2024 die olympische Bronzemedaille.

## Sportliche Karriere
Casas belegte im April 2023 mit der argentinischen Juniorinnenauswahl den zweiten Platz bei den Panamerikanischen Juniorenmeisterschaften, nachdem die Argentinierinnen das Endspiel im Shootout gegen die Auswahl der Vereinigten Staaten verloren hatten. Ende des Jahres erreichte die Juniorinnenauswahl auch das Finale bei den Juniorenweltmeisterschaften. Erneut verloren die Argentinierinnen das Finale im Shootout, diesmal gegen die Niederländerinnen.
Im Februar 2024 debütierte Lara Casas in der Nationalmannschaft. Ihr erstes großes Turnier waren die Olympischen Spiele 2024 in Paris. Dort wirkte Casas in allen acht Spielen mit. Im Vorrundenspiel gegen die Australierinnen erzielte sie in der 10. Spielminute das erste Tor. Die Argentinierinnen besiegten im Viertelfinale die deutsche Mannschaft im Shootout. Im Halbfinale unterlagen sie den Niederländerinnen. Das Spiel um die Bronzemedaille gewannen die Argentinierinnen gegen die belgische Mannschaft im Shootout, wobei Lara Casas im Shootout den ersten Treffer setzte.
Lara Casas bestritt bis zum 9. August 2024 17 Länderspiele für Argentinien, in denen sie zwei Tore erzielte. Auf Vereinsebene spielte sie 2024 beim Italiano Hockey Club.